# Удовск
Удо́вск (бел. Удо́ўск) — деревня в Чаусском районе Могилёвской области Республики Беларусь. В составе Горбовичского сельсовета.

## История
До 2013 года в составе Каменского сельсовета.

## Население

### Численность
- 2009 год — 7 человек

### Динамика
- 2009 год — 7 человек